# Hipparchia bacchus
Hipparchia bacchus is een vlinder uit de onderfamilie Satyrinae van de familie Nymphalidae (aurelia's). De wetenschappelijke naam is voor het eerst geldig gepubliceerd in 1967 door Higgins.
De soort komt voor in Europa.
1. ↑  (en) Hipparchia bacchus op de IUCN Red List of Threatened Species.